# Dasara
Dasara o Dasada fou un petit estat tributari protegit de l'Índia, a Jhalawar, al Kathiawar, presidència de Bombai. La seva superfície era de 686 km² i la població (1881) de 16.971 habitants.
L'estat estava format per set pobles, amb sis tributaris diferents. Els ingressos s'estimaven en sis mil lliures (1881) i el tribut era de 296 lliures que es pagaven al govern britànic i 2 lliures com a sukhdi a compte d'Ahmedabad.